# Corpus-Christi-Kirche (Herzberg)

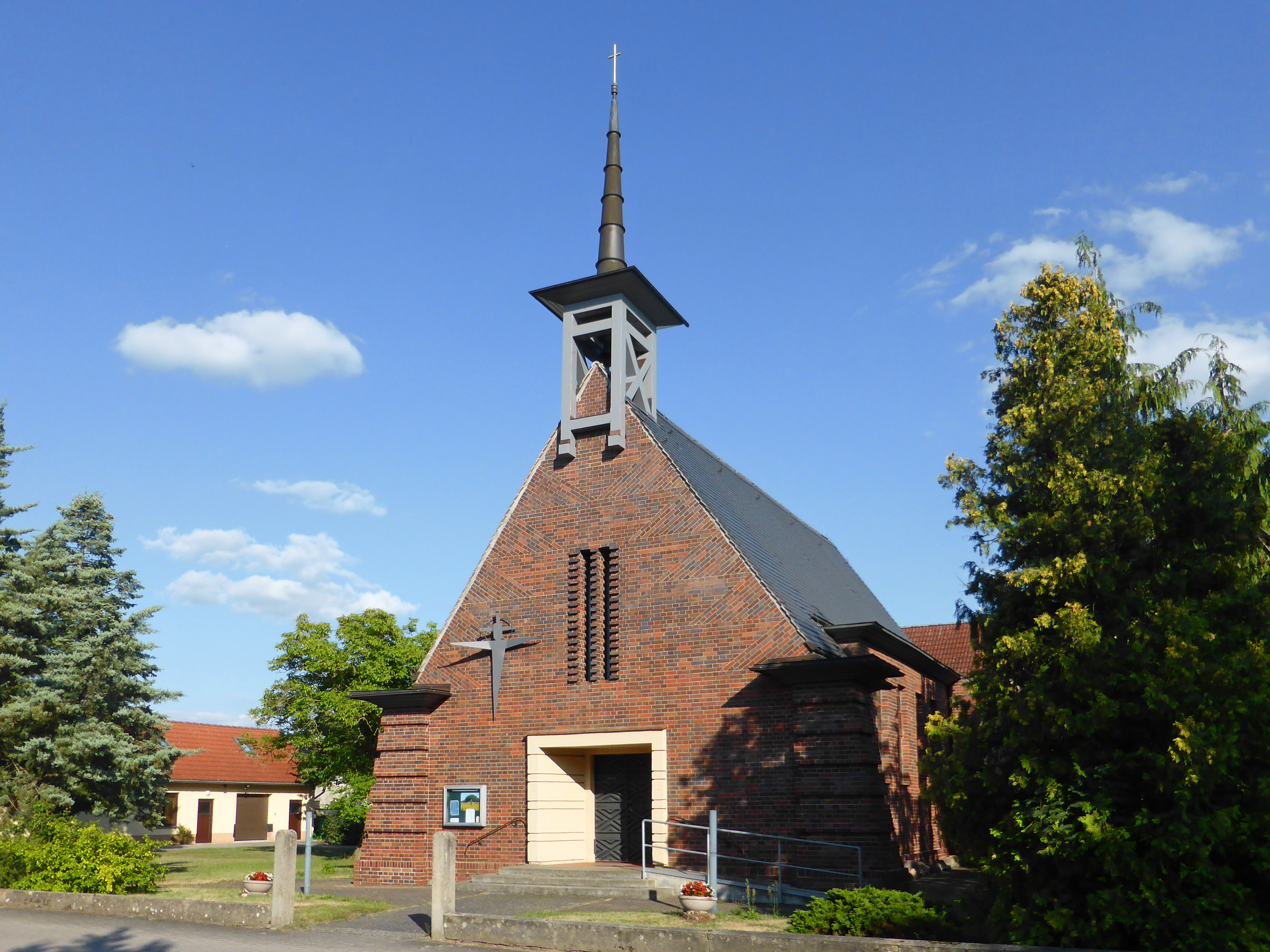
Corpus-Christi-Kirche

Die römisch-katholische, denkmalgeschützte Corpus-Christi-Kirche steht in Herzberg, der Kreisstadt im Landkreis Elbe-Elster im Süden von Brandenburg. Die Filialkirche gehört zur Pfarrei St. Franziskus Bad Liebenwerda in der Pastoralregion Elbe-Elster des Bistums Magdeburg.

## Lage
Die Corpus-Christi-Kirche steht auf dem Grundstück Heilandstraße 5, an der Ecke zur Uebigauer Straße, südwestlich der Altstadt von Herzberg, wenige hundert Meter von der St.-Marien-Kirche, der evangelischen Stadtpfarrkirche, entfernt.

## Geschichte
Durch die von 1552 an in Herzberg durchgeführte Reformation wurden die Bevölkerung und die Kirchen von Herzberg lutherisch.
Nachdem sich von der zweiten Hälfte des 19. Jahrhunderts an wieder Katholiken in Herzberg niedergelassen hatten, fanden durch Geistliche aus Liebenwerda gelegentlich katholische Gottesdienste in Herzberg statt. Ab 1906 wurden sie im Schützenhaus gefeiert.
1920 wurde an der Straße Hinter der Mauer ein Raum als Kapelle angemietet, in dem vom 13. Mai 1920, dem Fest Christi Himmelfahrt, an bis zum Bau der Fronleichnamskapelle die Gottesdienste stattfanden. 1925 wurde die Pfarrvikarie Falkenberg errichtet, die nun die Seelsorge in Herzberg ausübte.
Im April 1925 kaufte die Pfarrei Bad Liebenwerda in Herzberg das Grundstück Heilandstraße 5, auf dem im Spätsommer 1927 der Bau der Kapelle begann. 1927 erfolgte die Grundsteinlegung durch Dechant Eugen Wand aus Wittenberg, er nahm am 10. Juni 1928 auch die Benediktion der Kapelle vor. Das Patrozinium der neuerbauten Fronleichnamskapelle nahm Bezug auf eine Fronleichnamskapelle, die gemäß einer Urkunde von 1376 in Herzberg bestand.
Im Zweiten Weltkrieg kamen ab dem Spätsommer 1944 vor dem Vorrücken der Alliierten evakuierte Katholiken aus dem Raum Aachen nach Herzberg und in die umliegenden Ortschaften. Dadurch stieg die Zahl der Katholiken in Herzberg erheblich an. Mit den evakuierten Katholiken kam auch Pater Karl Breuning SJ nach Herzberg. Breuning war vom 3. Dezember 1944 an, dem 1. Sonntag im Advent, außerplanmäßiger Vikar von Falkenberg mit Dienstsitz in Herzberg, womit in Herzberg eine katholische Gemeinde begründet wurde. Bis 1946 blieb Breuning in Herzberg, Josef Müller wurde sein Nachfolger.
Am 1. November 1947 wurde die Kuratie Herzberg errichtet, Müller wurde ihr erster Kuratus. Bereits am 1. November 1948 folgte die Erhebung der Kuratie Herzberg zur Filialkirchengemeinde (Pfarrvikarie) der Pfarrei Bad Liebenwerda. Da durch die Flucht und Vertreibung Deutscher aus Mittel- und Osteuropa nach dem Zweiten Weltkrieg die Zahl der Gemeindemitglieder stark angestiegen war, erwies sich die Fronleichnamskapelle nun als zu klein. 1956/57 wurden die Kapelle nach Entwürfen des Architekten Georg Steinbach (1921–1959) aus Holzdorf um rund sieben Meter vergrößert und ein Chor angebaut. Am 21. Januar 1957 nahm Weihbischof Friedrich Maria Rintelen die Kirchweihe vor. Am 1. April 1959 wurde die Pfarrvikarie Herzberg zur Pfarrei und die Corpus-Christi-Kirche damit zur Pfarrkirche erhoben.
Am 1. November 2007 wurde im damaligen Dekanat Torgau der Gemeindeverbund Bad Liebenwerda – Falkenberg – Herzberg – Mühlberg – Schlieben – Uebigau errichtet, dem die Pfarrei Herzberg angehörte, zu der damals rund 490 Mitglieder gehörten. Am 2. Mai 2010 wurden die Kirchengemeinden des bisherigen Gemeindeverbundes zur heutigen Pfarrei St. Franziskus Bad Liebenwerda zusammengeschlossen, die Pfarrei Herzberg wurde in diesem Zusammenhang aufgehoben.

## Beschreibung

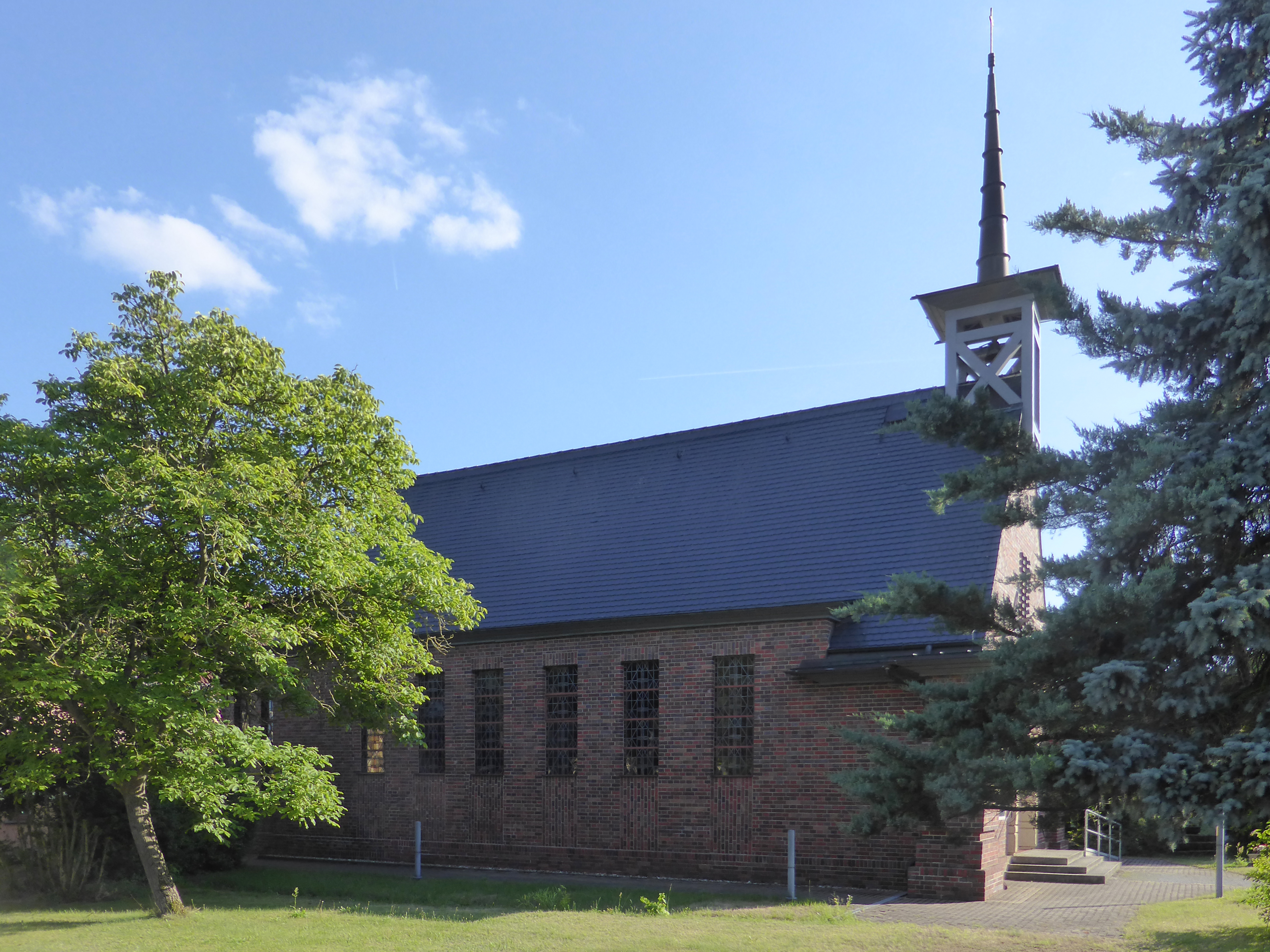
Seitenansicht

Die Saalkirche aus Klinkern wurde nach einem Entwurf von Josef Bachem gebaut. Sie besteht aus einem Langhaus, das mit einem Satteldach bedeckt ist, und einem eingezogenen, dreiseitig geschlossenen Chor im Südosten. An die Südecke der Kirche ist die Sakristei angebaut. Über der Fassade im Nordwesten, in der sich das Portal befindet, erhebt sich ein Glockengiebel in Form eines hölzernen Dachreiters, in dem die Kirchenglocke hängt.
Die eucharistischen Gestalten Brot und Wein sind an der Brüstung der Orgelempore durch eine Hostie über einem Kelch dargestellt. Unter der Orgelempore sind eine kleine Statue des heiligen Antonius von Padua, der Beichtstuhl und eine Kopie des Gnadenbildes Unserer Lieben Frau von der immerwährenden Hilfe zu finden. An den Seitenwänden des Kirchenschiffes hängen die Kreuzwegstationen. Links und rechts vom Altarraum stellen Statuen Maria und Josef, der als Attribut einen Winkel in seiner Hand hält, dar. Der Tabernakel ist auf einer Stele im Altarraum platziert.
Die Orgel mit sechs Registern auf einem Manual und Pedal wurde 1973 von Alexander Schuke Potsdam Orgelbau als Opus 446 gebaut.